# فيلق الطيران للجيش الألماني
فيلق الطيران للجيش الألماني  (بالألمانية: Heeresfliegertruppe)‏ هي وحدة خاصة داخل القوات المسلحة الألمانية (بوندسهير). فيلق الطيران للجيش الألماني هو فرع للجيش الألماني (هير)، يضم جميع وحدات طائرات الهليكوبتر التابعة له. تملك القوات الجوية الألمانية والبحرية الألمانية على حد سواء أيضا وحدات طائرات الهليكوبتر الخاصة بهم.

## هوية
شعار النبالة في فيلق الطيران التابع للجيش الألماني يصور نسرًا أبيض يتدحرج بينما يحمل سيفًا في مخالبه. أعضاء سلاح الطيران في الجيش يرتدون قبعة بورجوندي اللون. الشارة الموجودة على القبعة عبارة عن جناح، يعبره سيفًا عموديًا وتحيط به أوراق البلوط. إن لون السلاح التابع لسلاح الطيران التابع للجيش الألماني (وهو يعني أن الجيش الألماني يستخدم للتمييز بين فيالق مختلفة أو وظائف القوات في خدماته المسلحة) هو اللون الرمادي الفضي. تصطف كتفية أعضاء سلاح الطيران في الجيش الألماني باللون الرمادي الفضي.

## مهام
المهام الرئيسية لفيلق الطيران بالجيش هي:

## التاريخ
بعد تأسيس بوندسهير في عام 1955، تم تعيين أول رئيس لقسم سلاح الطيران في الجيش الألماني، العقيد Horst Pape، في 7 نوفمبر 1956. خلال السنوات العشر المقبلة، تم إنشاء عدد كبير من القواعد في جميع أنحاء أراضي جمهورية ألمانيا الاتحادية.

## معدات

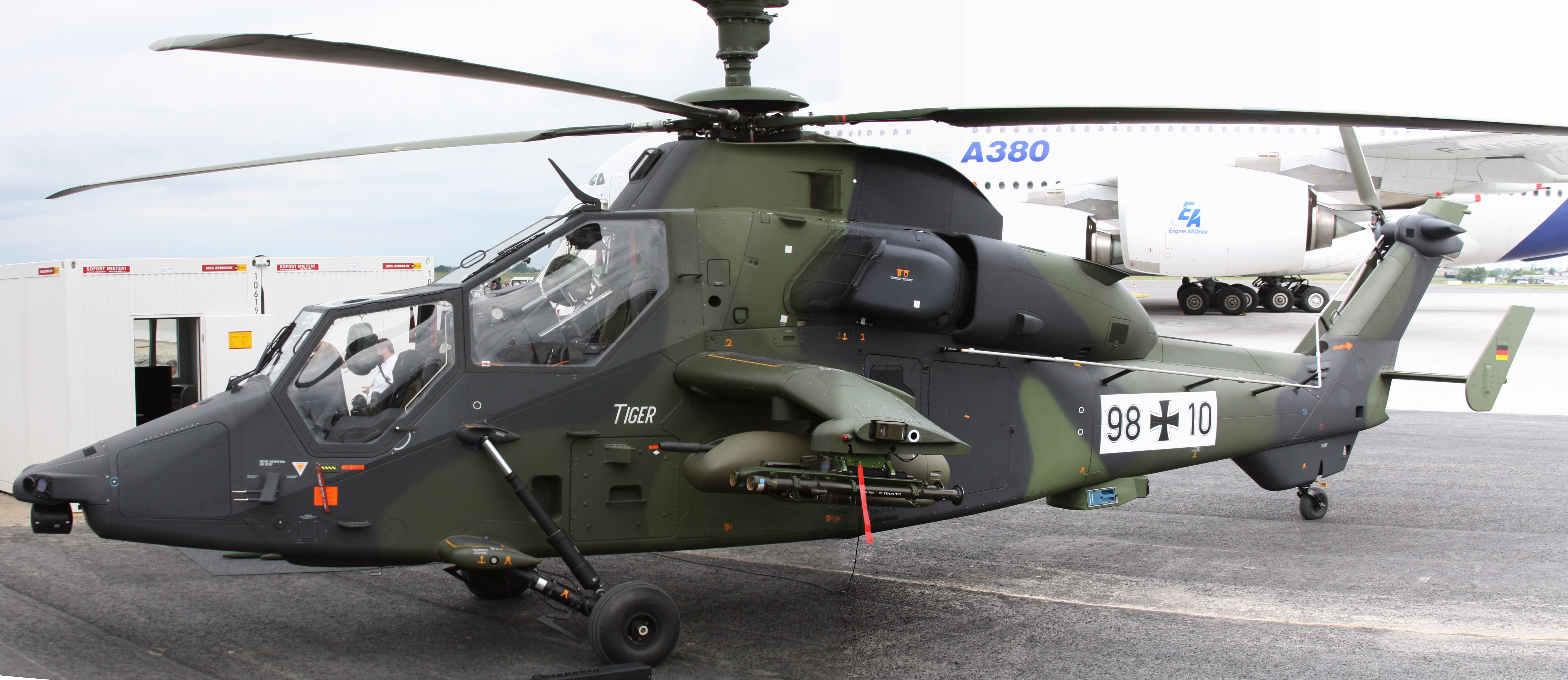
نمر يوروكوبتر

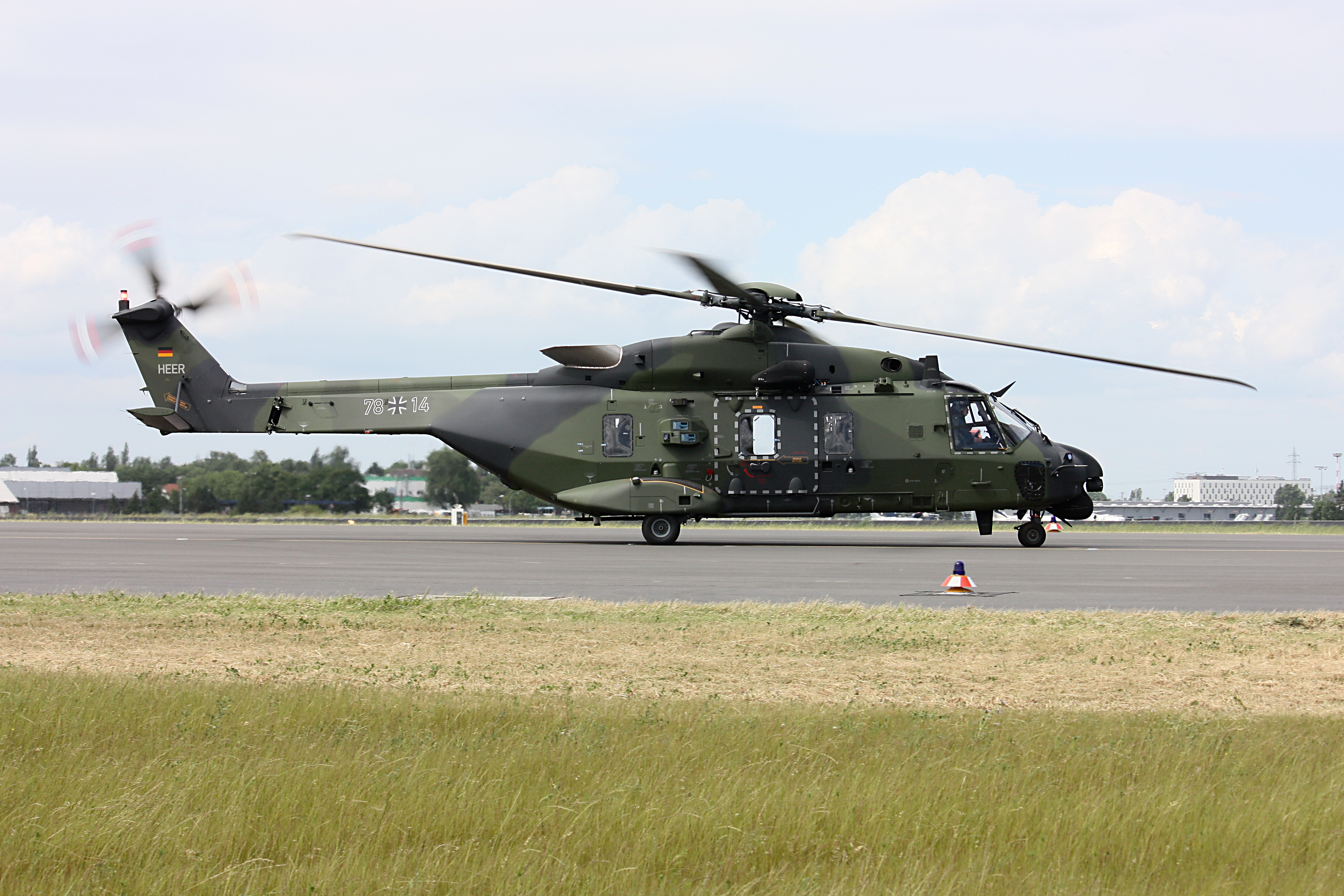
إن إتش-90

تم تجهيز سلاح الطيران التابع للجيش الألماني بـ:
- جرس UH-1D ، مروحية نقل خفيفة.
- يوروكوبتر إي سي 135، مروحية تدريب.
- إن إتش-90، مروحية متعددة الأدوار
- يوروكوبتر تايغر، مروحية هجومية

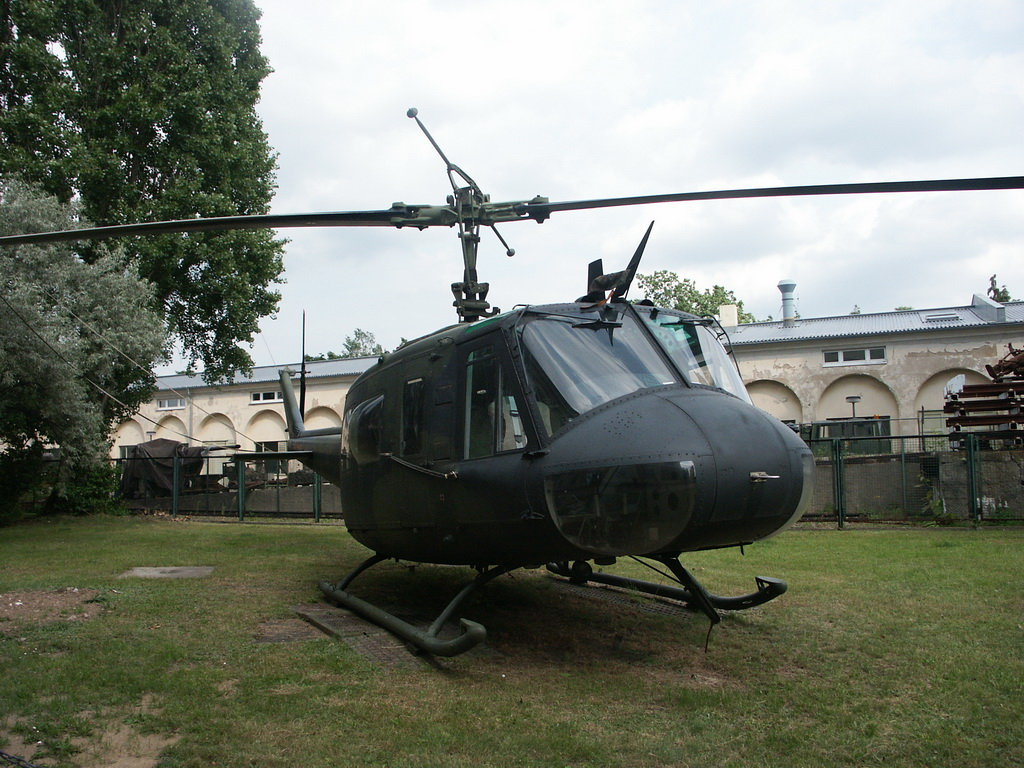
بيل UH-1D
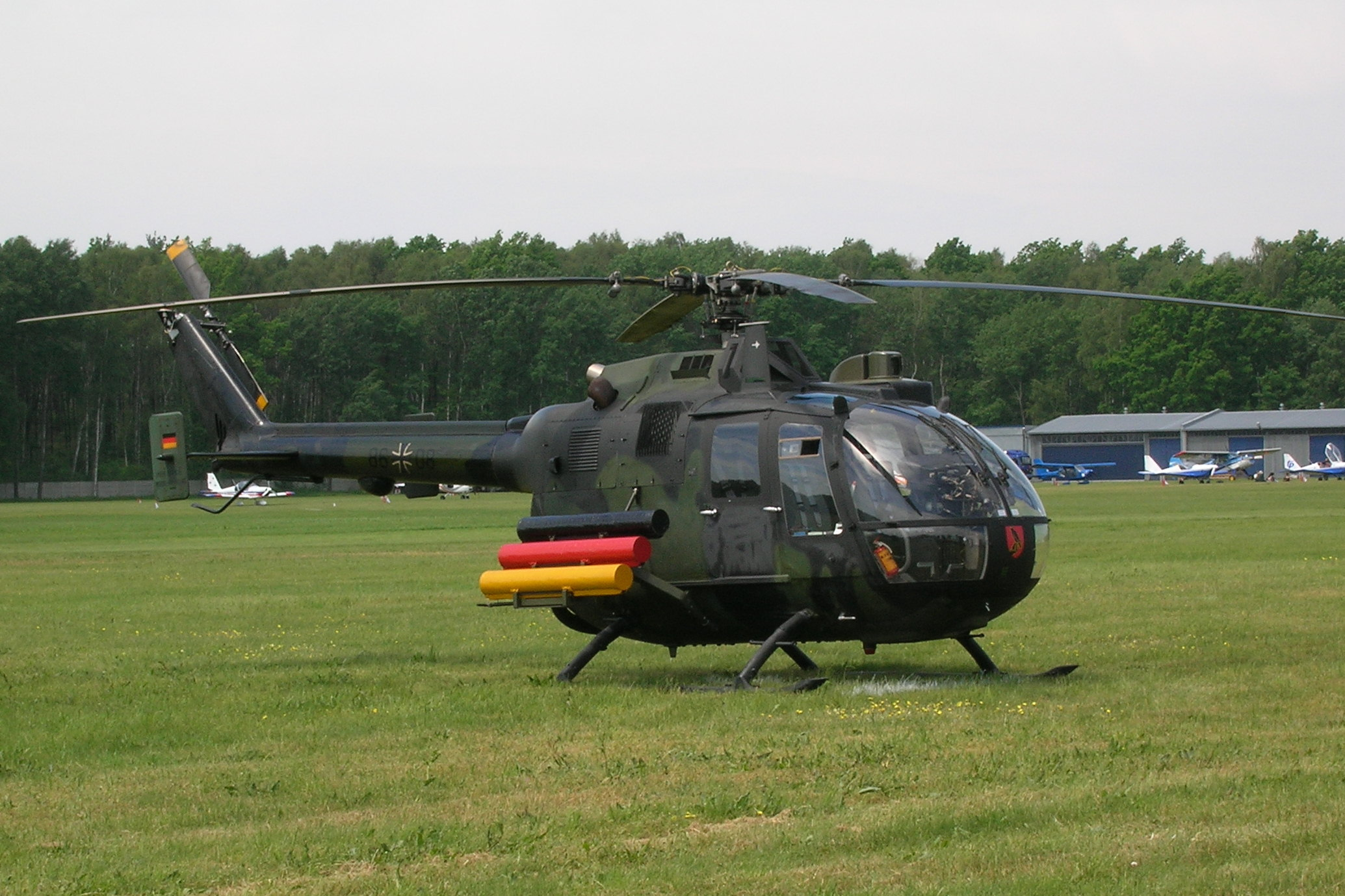
Bölkow Bo 105 P1A1